# Chalepus testaciceps
Chalepus testaciceps es un coleóptero de la familia Chrysomelidae.
Fue descrita científicamente en 1931 por Pic.